# Alfred Baum (Kanute)
Alfred Baum (* 10. Februar 1952 in Wickede (Ruhr)) ist ein ehemaliger deutscher Kanute.
Baum startete für den Kanusportverein Kanu Schwaben Augsburg, der Kanusportabteilung des TSV Schwaben Augsburg, im Kanuslalom. Zu seinen größten Erfolgen zählen drei deutsche Meistertitel im Einer-Kajak 1970, 1972 und 1973. Bei den Kanuslalom-Weltmeisterschaften 1971 gewann er die Bronzemedaille in der Mannschaftswertung und belegte in der Einzelwertung den fünften Platz. Bei den Olympischen Spielen 1972 errang er im Einer-Kajak den fünften Rang. Heute lebt er in Echthausen, einem Ortsteil von Wickede (Ruhr).